# 吉贝尔堡
吉贝尔堡（法語：Château-Guibert，法語發音：[ʃato ɡibɛʁ]）是法国卢瓦尔河地区大区旺代省的一个市镇，位于该省中部略偏南，属于永河畔拉罗什区。

## 地理
吉贝尔堡（46°34'54"N, 1°14'10"W）面积35.16 平方千米，位于法国卢瓦尔河地区大区旺代省，该省份为法国西部沿海省份，北起大西洋卢瓦尔省和曼恩-卢瓦尔省，西临大西洋，南至滨海夏朗德省，东部及东南部与德塞夫勒省接壤。
与吉贝尔堡接壤的市镇（或旧市镇、城区）包括：莱河畔马勒伊-迪赛、莱河畔穆捷、莱皮诺、罗奈、里沃德利永、勒塔布利耶、托里尼。
吉贝尔堡的时区为UTC+01:00、UTC+02:00（夏令时）。

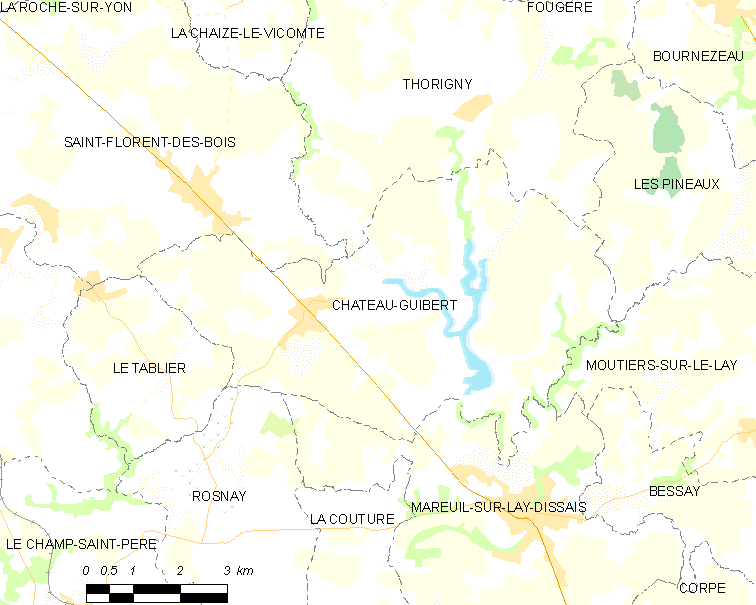
吉贝尔堡的OSM定位图

## 行政
吉贝尔堡的邮政编码为85320，INSEE市镇编码为85061。

## 政治
吉贝尔堡所属的省级选区为莱河畔马勒伊-迪赛县。

## 人口

1962-2008年间吉贝尔堡人口变化图示

吉贝尔堡于2022年1月1日时的人口数量为1550人。